# Arraial do Cabo

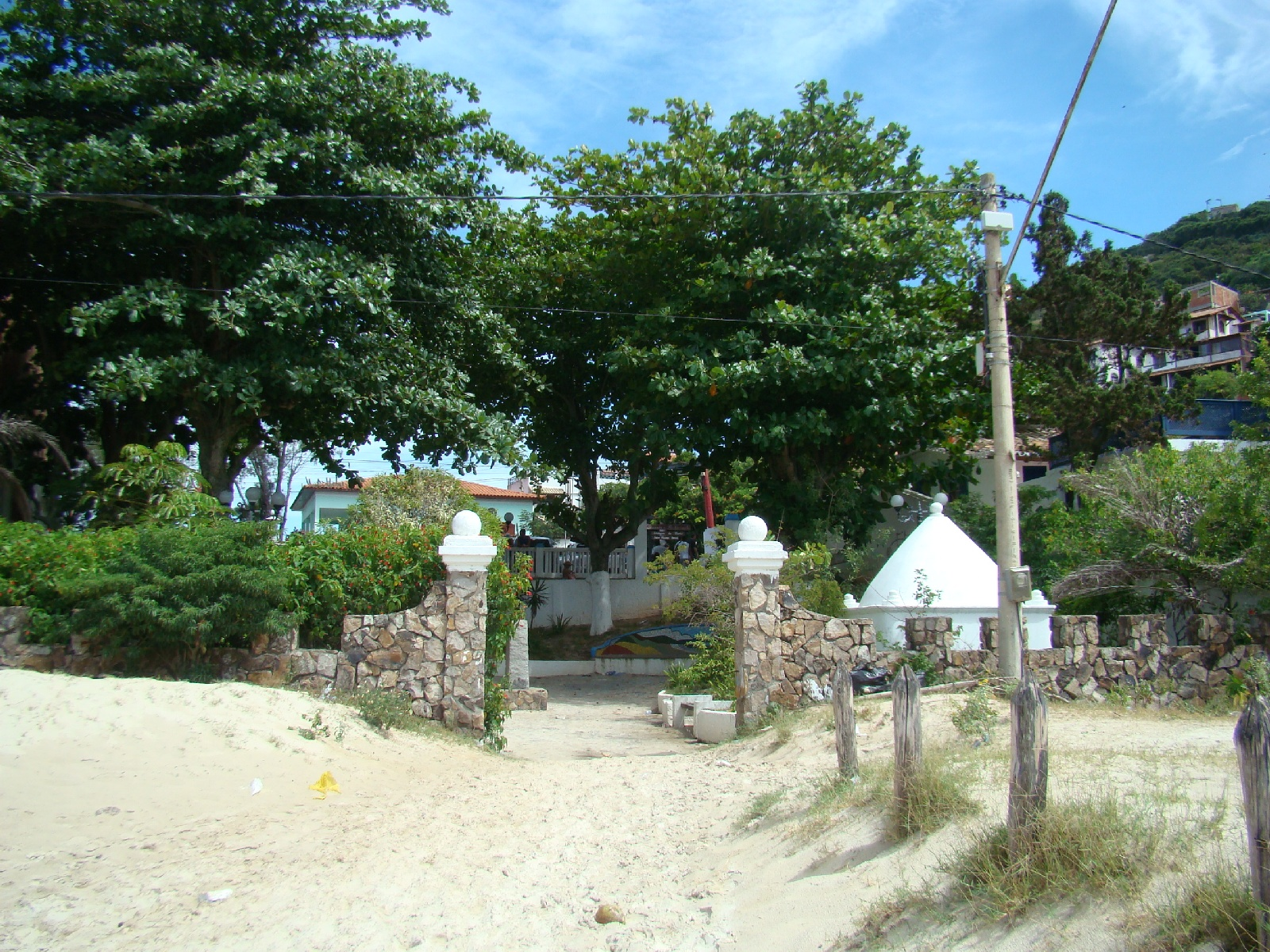
Arraial do Cabo vist des de "Praia dos Anjos"

Arraial do Cabo és una ciutat brasilera de l'estat de Rio de Janeiro, a la Região dos Lagos. La ciutat és costanera i té una alçada mitjana de 8 metres.